# Libanonska cedra
Líbanonska cédra (znanstveno ime Cedrus libani) je zimzelena drevesna vrsta iz rodu ceder (Cedrus) v družini borovk (Pinaceae), ki izvira iz Bližnjega vzhoda. 

## Razširjenost
Avtohtona rastišča libanonske cedre so Libanon (zlasti istoimenska gorska veriga), zahodna Sirija in južna Turčija. Najdemo jo tudi v jugozahodni Turčiji, na Cipru in gorovju Atlas v severozahodni Afriki, vendar si botaniki niso enotni ali gre v zadnjih treh primerih za različne sorte iste vrste ali kar za različne vrste. Drevo raste v dobro odcednih apnenčastih litosolih na kamnitih, proti severu in zahodu obrnjenih pobočjih in grebenih ter uspeva v bogati ilovici ali peščeni glini na polnem soncu. Za njegov naravni habitat so značilna topla, suha poletja in hladne, vlažne zime z letno količino padavin od 1000 do 1500 mm; drevesa so v višjih legah prekrita z debelo snežno odejo.
V Libanonu in Turčiji prevladuje na nadmorski višini med 1000 in 2000 m, kjer sestavlja enovite ali mešane gozdove s kilikijsko jelko (Abies cilicica), črnim borom (Pinus nigra), turškim borom (Pinus brutia) in več vrst brina. C. brevifolia, tesno sorodna vrsta ali morda podvrsta C. libani, raste v podobnih razmerah na srednjih do visokih gorah na Cipru na nadmorskih višinah od 900 do 1525 m.
Zaradi masovnega izkoriščanja so v Libanonu stara drevesa postala silno redka. Danes so zaščitena in poteka obsežen program obnavljanja gozdov. Podoben program poteka tudi v Turčiji, kjer letno pogozdijo okoli 30.000 ha cedrovih gozdov.

## Značilnosti
Cedrus libani lahko doseže 40 m višine, z masivnim monopodialnim stebrastim deblom do 2,5 m v premeru. Debla starih dreves se navadno razcepijo v več velikih, pokončnih vej. Hrapavo in luskasto lubje je temno sivo do črno rjavo, prepredeno pa je z globokimi vodoravnimi razpokami, ki se luščijo v majhnih delcih. Veje prvega reda so pri mladih drevesih vzpenjajoče; zrastejo do ogromne velikosti in zavzamejo vodoravno, široko razporeditev. Veje drugega reda so goste in rastejo v vodoravni ravnini. Krošnja je v mladosti stožčasta, s starostjo postane široko ploščata z dokaj ravnimi vejami; drevesa, ki rastejo v gostih gozdovih, ohranjajo bolj piramidalne oblike.

### Poganjki in listi
Poganjki so dimorfni, z dolgimi in kratkimi poganjki. Novi poganjki so bledo rjavi, starejši posiveli, žlebasti in luskasti. C. libani ima rahlo smolnate jajčaste vegetativne popke, ki merijo 2 do 3 mm  v dolžino in 1,5 do 2 mm v širino, obdane s svetlo rjavimi listnatimi luskami. Listi so igličasti, razporejeni v spirale in skoncentrirani na proksimalnem koncu dolgih poganjkov ter v grozdih po 15–35 na kratkih poganjkih; dolgi so od 5 do 35 mm in široki od 1 do 1,5 mm, v prečnem prerezu so rombasti in se spreminjajo od svetlo zelene do sivozelene barve s stomatalnimi pasovi na vseh štirih straneh.

### Storži
Cedrus libani začne proizvajati storže pri približno 40. letu starosti. Njeni storži rodijo jeseni, moški storži se pojavijo v začetku septembra, ženski pa konec septembra. Moški stožci se pojavijo na koncih kratkih poganjkov; so samotni in pokončni, dolgi približno 4 do 5 cm in zreli od bledo zelene do bledo rjave barve. Ženske semenke rastejo tudi na končnih koncih kratkih poganjkov. Mladi semenski storži so smolnati, sedeči in bledo zeleni; potrebujejo 17 do 18 mesecev po oprašitvi, da dozorijo. Zreli, oleseneli storži so dolgi od 8 do 12 cm in široki od 3 do 6 cm; so luskaste, smolnate, jajčaste ali sodčaste oblike in sivo rjave barve. Zreli storži se odprejo od vrha do dna, razpadejo in izgubijo semenske luske ter sproščajo semena, dokler na veje ne ostane pritrjen samo storž.
Semenske luske so tanke, široke in skorjaste, merijo 3,5 do 4 cm v dolžino in 3 do 3,5 cm v širino. Semena so jajčasta, dolga 10 do 14 mm in široka 4 do 6 mm, pritrjena na svetlo rjavo klinasto krilo, ki meri 20 do 30 mm dolg in 15 do 18 mm širok. C. libani hitro raste do starosti od 45 do 50 let; po 70. letu se rast izjemno upočasni.

## Taksonomija
Cedrus je latinsko ime za prave cedre. Specifični vzdevek se nanaša na Libanonsko gorovje, kjer je vrsto prvi opisal francoski botanik Achille Richard; drevo je splošno znano kot libanonska cedra ali libanonska cedra. Kot sorti sta priznani dve različni vrsti: C. libani var. libani in C. libani var. brevifolia.
C. libani var. libani: libanonska cedra – raste v Libanonu, zahodni Siriji in južni osrednji Turčiji. C. libani var. stenocoma (Taurusova cedra), ki je v prejšnji literaturi veljala za podvrsto, je zdaj priznana kot ekotip C. libani var. libani. Običajno ima razprostrto krono, ki se ne splošči. Ta izrazita morfologija je navada, za katero se domneva, da se spopada s konkurenčnim okoljem, saj se drevo pojavlja v gostih sestojih, pomešanih z visoko rastočo Abies cilicica, ali v čistih sestojih mladih ceder.
C. libani var. brevifolia: ciprska cedra raste v gorovju Troodos na otoku. Ta takson je veljal za ločeno vrsto od C. libani zaradi morfoloških in ekofizioloških razlik v lastnostih. Zanjo je značilna počasna rast, krajše iglice in večja tolerantnost na sušo in listne uši. Študije genetskega sorodstva pa C. brevifolia niso prepoznale kot ločene vrste, ker se markerji ne razlikujejo od tistih pri C. libani.

## Zgodovina in simbolika
Pomen libanonske cedre so poznali že Feničani, ki so iz njihovega lesa gradili ladje, hiše in templje. Egipčani so cedrovo smolo uporabljali pri mumificiranju, žagovina je bila najdena v faraonskih grobnicah, les so kurili tudi med raznimi obredi. Judovski duhovniki so po Mojzesovih napotkih uporabljali lubje med obrezovanjem in pri zdravljenju gobavosti (3 Mz 14,1-4). Po Talmudu sodeč so Judje tudi kurili cedrovino na Oljski gori in s tem označevali pričetek novega leta. Po lesu libanonske cedre so povpraševali tudi vladarji sosednjih in oddaljenih dežel in ga uporabljali v gradbeništvu. Najbolj znane stavbe, kjer naj bi ga uporabili, so Salomonov tempelj v Jeruzalemu (1 Kr 5,20), Davidova (2 Sam 5,11) in Salomonova palača (1 Kr 7). Les so uporabljali tudi Rimljani, Grki, Asirci in Babilonci. Hebrejski prerok Izaija je uporabil libanonsko cedro (skupaj z "bašanskimi hrasti", "vsemi visokimi gorami" in "vsakim visokim stolpom") kot primere vzvišenosti kot metaforo za ponos sveta (Iz 2,13) in v 92. psalmu pravi: »Pravični bo cvetel kakor palma, rasel bo kakor cedra na Libanonu«. (Ps 92,12)
V Epu o Gilgamešu, enem najzgodnejših velikih literarnih del, sumerski junak Gilgameš in njegov prijatelj Enkidu odpotujeta v legendarni Cedrov gozd, da bi ubila njegovega varuha in posekala njegova drevesa. Medtem ko zgodnje različice zgodbe umeščajo gozd v Iran, poznejši babilonski zapisi zgodbe umeščajo cedrov gozd v Libanon.
Libanonska cedra je vedno bila simbol Libanona in jo tudi danes najdemo v njegovi državni zastavi in grbu. Po atentatu na Rafika Haririja 14. februarja 2005 je postala tudi simbol »revolucije« - množičnih protisirskih protestov.
Arkansas ima med drugimi zveznimi državami ZDA program Champion Tree, ki beleži izjemne primerke dreves. Libanonska cedra, ki jo priznava država, raste v narodnem parku Hot Springs in je ocenjena na več kot 100 let.

## Uporaba
Cedrov les je cenjen zaradi svoje fine zrnatosti, privlačne rumene barve in dišave. Je izjemno vzdržljiv in odporen na uničenje insektov. Les C. libani ima gostoto 560 kg/m³; uporablja se za pohištvo, gradnjo in obrt. V Turčiji se za spravilo lesa in spodbujanje enotne regeneracije gozdov uporabljajo tehnike sečnje gozda v zavetju in gole sečnje. Cedrova smola (cedria) in eterično olje cedre (cedrum) sta cenjena izvlečka iz lesa in storžev cedre.

## Ekologija in varstvo
Skozi stoletja je prišlo do obsežnega krčenja gozdov, pri čemer so preživeli le majhni ostanki prvotnih gozdov. Krčenje gozdov je bilo še posebej močno v Libanonu in na Cipru; na Cipru preživijo le majhna drevesa, visoka do 25 m, čeprav je Plinij Starejši tam zabeležil cedre, visoke 40 m.  Skozi zgodovino so se v različnih obdobjih poskušali ohraniti libanonske cedre. Prvega je izdelal rimski cesar Hadrijan; ustvaril je cesarski gozd in ga ukazal označiti z mejnimi kamni, od katerih sta dva v muzeju ameriške univerze v Bejrutu.
V sredozemski regiji se izvaja obsežno pogozdovanje cedre. V Turčiji se letno posadi več kot 50 milijonov mladih ceder, ki pokrivajo površino okoli 300 kvadratnih kilometrov. Populacije libanonske cedre se prav tako širijo z aktivnim programom, ki združuje ponovno zasaditev in zaščito naravne regeneracije pred kozami, lovom, gozdnimi požari in lesnimi črvi. Libanonski pristop poudarja naravno regeneracijo z ustvarjanjem ustreznih rastnih pogojev. Libanonska država je ustvarila več rezervatov, vključno z rezervatom cedre Chouf, rezervatom cedre Jaj, rezervatom Tannourine, rezervatoma Ammouaa in Karm Shbat v okrožju Akkar ter Gozdom božjih ceder blizu Bšarija.
Ker je med fazo sadike razlikovanje C. libani od C. atlantica ali C. deodara težko, je Ameriška univerza v Bejrutu razvila metodo identifikacije na podlagi DNK, da bi zagotovila, da so prizadevanja za pogozdovanje v Libanonu namenjena cedram iz Libanona in ne druge vrste.

## Galerija
- Pogled na cedro v Libanonu
- Dolina Kadiša, okrožje Bšari, Libanon
- William Howis junior, Libanonska cedra, National Gallery of Ireland
- Vhod v bolnišnico Cedars of Lebanon, Hollywood, Kalifornija
- Libanonska cedra ob Velikem jezeru
- Gravura libanonskih ceder iz leta 1881
- Severni Libanon Stara cesta v Bhare
- Stari in sveti gaj. V naravnem rezervatu Božjih ceder v Libanonskem gorovju